# کلوین ماتئوس دی اولیویرا
کلوین ماتئوس دی اولیویرا (به پرتغالی: Kelvin Mateus de Oliveira) هافبک اهل برزیل است که در شهر پارانا، برزیل و در تاریخ ۱ ژوئن ۱۹۹۳ به دنیا آمده‌است.
کلوین ماتئوس دی اولیویرا در تیم‌های فوتبال Paraná سابقهٔ حضور دارد.